# Rouperroux

Rouperroux este o comună în departamentul Orne, Franța. În 1 ianuarie 2022 avea o populație de 175 de locuitori.